# Incidente en la Isla Ganghwa
El Incidente en la Isla Ganghwa como se le conoce en Corea, o la Batalla de Ganghwa como se le conoce en Japón (en coreano: 운요호 사건 [雲揚號事件] Unyo-ho sageon significa «incidente del Un'yō»; en japonés: 江華島事件 Kōkatō jiken); fue un enfrentamiento armado entre la Dinastía Joseon y el Imperio del Japón que se produjo en las cercanías de la Isla Ganghwa el 20 de septiembre de 1875.

## Antecedentes
En la segunda mitad del siglo XIX, la península de Corea fue el escenario de una lucha de poder entre varias potencias imperiales, incluyendo el ruso y el francés, así como el chino y el japonés.
La Restauración Meiji de 1868 finalizó 265 años después del feudalismo del Shogunato Tokugawa en Japón. El nuevo gobierno de Japón envió un mensajero con una carta con el mensaje del soberano que informaba de la fundación de un nuevo gobierno de Japón para el gobierno de la Dinastía Joseon en Corea el 19 de diciembre de 1868.
Sin embargo, los coreanos se negaron a recibir la carta debido a que contenía los caracteres chinos 皇 ("real, imperial") y 勅 ("decreto imperial"). De acuerdo con el sistema político, sólo al emperador chino se le permitía utilizar estos caracteres, ya que significaban la autoridad imperial de China. Por lo tanto, su uso por un soberano japonés fue considerado inaceptable por la Dinastía Joseon de Corea, ya que implicaba que era uno igual al del emperador de la China.
Los chinos sugirieron a los coreanos para que recibieran la carta soberana de Japón, porque China conocía el poder de Japón en ese momento. A pesar de las negociaciones a nivel de gobierno celebrada en 1875 en Busán, no se lograron avances sustanciales. En cambio, la tensión creció cuando los coreanos continuaron negándose a reconocer las reclamaciones de Japón de igualdad con China.

## Batalla de Ganghwa
En 1875, el Unyō, un pequeño buque de guerra japonés bajo el mando de Inoue Yoshika, fue enviado a estudiar las aguas costeras sin permiso de Corea.
El 20 de septiembre, el barco llegó a la Isla Ganghwa, que había sido un lugar de violentos enfrentamientos entre las fuerzas de Corea y fuerzas extranjeras en la década anterior. En 1866, la isla fue ocupada brevemente durante la Campaña francesa contra Corea, y también en 1871 objeto de una expedición estadounidense.

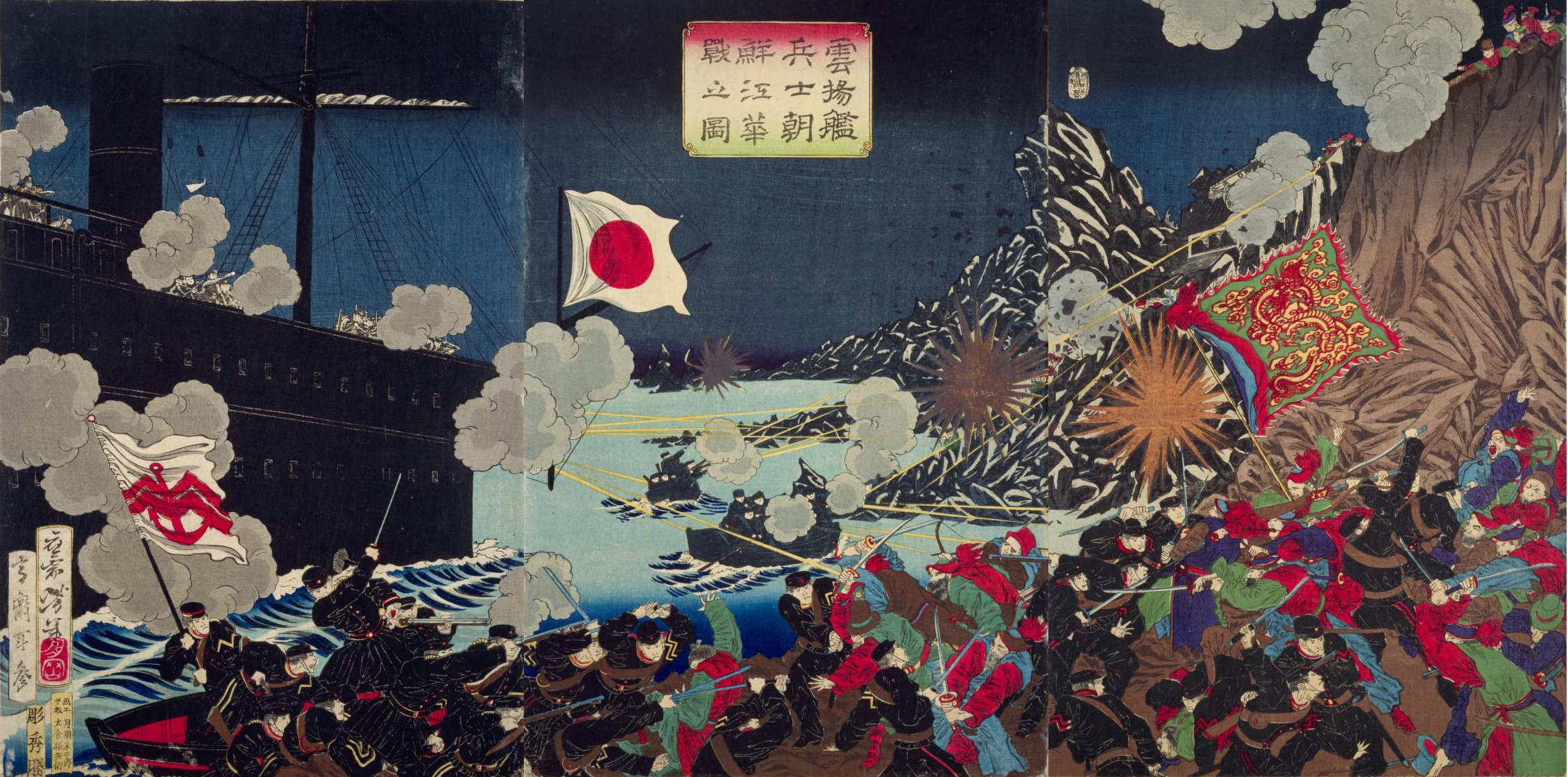
El desembarco de las fuerzas del Unyō en la Isla Ganghwa. Grabado japonés.

Los recuerdos de esos enfrentamientos estaban muy frescos, y no había duda de que la guarnición de Corea dispararía a cualquier buque extranjero que se acercara. Sin embargo, el comandante Inoue ordenó que un pequeño bote fuese lanzado —supuestamente en busca de agua potable. Las fuerzas coreanas abrieron fuego. El Unyō empleó su superior potencia de fuego para dar apoyo y así silenciar las armas de Corea, a continuación, envió una fuerza de desembarco para luchar contra los coreanos en tierra. Los japoneses terminaron su ataque y se retiraron de nuevo a Japón.

## Consecuencias
El número de bajas es desconocido, después del incidente, la Armada Imperial Japonesa bloqueó el área inmediatamente y pidió una disculpa oficial del gobierno de Joseon, que concluyó con el envío de la misión Kuroda, y la firma del Tratado de Kanghwa el 27 de febrero de 1876, que abrió la península de Corea al comercio japonés y extranjero.